# Deputati della XII legislatura del Regno d'Italia
Questo elenco riporta i nomi dei deputati della XII legislatura del Regno d'Italia.

## A
- Filippo Abignente
- Carlo Acquaviva d'Aragona
- Giulio Adamoli
- Giovanni Battista Agliardi
- Giuseppe Carlo Airenti
- Samuele Alatri
- Diego Aliprandi
- Claudio Alli Maccarani
- Giacomo Giuseppe Alvisi
- Michele Amadei
- Nicola Amore
- Giuseppe Andrea Angeloni
- Ferdinando Angelotti
- Aldo Annoni
- Giovanni Antona Traversi
- Pasquale Antonibon
- Antonio Arcieri
- Achille Arese Lucini
- Marco Arese Lucini
- Giovanni Argenti
- Alberto Arnaud
- Trofimo Arnulfi
- Luigi Arrigossi
- Alessandro Asinari di San Marzano
- Giorgio Asproni
- Francesco Auriti
- Carlo Aveta
- Giuseppe Avezzana
- Ferdinando Avogadro di Collobiano di Valdegno

## B
- Alfredo Baccarini
- Augusto Baccelli
- Guido Baccelli
- Agostino Bajocco
- Augusto Barazzuoli
- Giovanni Barracco
- Olinto Barsanti
- Pio Bartolucci Godolini
- Gian Lorenzo Basetti
- Pietro Bastogi
- Giovanni Bellone
- Gianluigi Beneventano
- Amos Bernini
- Agostino Bertani
- Giovanni Battista Bertani
- Domenico Berti
- Lodovico Berti
- Ettore Bertolè Viale
- Enrico Betti
- Ludovico Bettoni
- Dionigi Biancardi
- Giuseppe Biancheri
- Alessandro Bianchi
- Celestino Bianchi
- Paolo Bigliati
- Pasquale Billi
- Urbano Bini
- Romualdo Bonfadini
- Ruggiero Bonghi
- Eugenio Bonvicini
- Gabriele Bordonaro Chiaromonte
- Bartolommeo Borelli
- Giovanni Battista Borelli
- Emanuele Borromeo
- Giuseppe Borruso Bocina
- Giovanni Bortolucci
- Paolo Boselli
- Giuseppe Bosia
- Nicola Botta
- Francesco Bove
- Giacomo Bracci
- Ascanio Branca
- Vincenzo Stefano Breda
- Francesco Brescia Morra
- Pier Luigi Bretti
- Giuseppe Briganti Bellini
- Benedetto Brin
- Emilio Broglio
- Eugenio Brunetti
- Gaetano Brunetti
- Giuseppe Bruno
- Gustavo Bucchia
- Tommaso Bucchia
- Giuseppe Buonomo
- Raffaele Busacca dei Gallidoro

## C
- Giovanni Cadolini
- Antioco Cadoni
- Onorato Caetani di Sermoneta
- Vincenzo Cafici
- Giovanni Battista Cagnola
- Aristofane Caimi
- Benedetto Cairoli
- Giuseppe Calcagno Cumbo
- Galeazzo Calciati
- Massimiliano Calegari
- Lorenzo Valentino Caminneci
- Manfredo Camperio
- Fabio Cannella
- Sebastiano Cannizzo
- Apelle Cantalamessa
- Pietro Cantoni
- Filippo Capone
- Michele Capozzi
- Biagio Caranti
- Vincenzo Carbonelli
- Fabio Carcani di Montaltino
- Giuseppe Carcassi
- Giuseppe Carnazza Puglisi
- Antonio Carnielo
- Carlo Carrelli
- Gaetano Caruso
- Raffaele Caruso
- Domenico Carutti di Cantogno
- Alessandro Casalini
- Baldassarre Castagnola
- Stefano Castagnola
- Errico Castellano
- Francesco Castelli
- Giacomo Castelnuovo
- Francesco Paolo Catucci
- Alberto Cavalletto
- Felice Cavallotti
- Francesco Cedrelli
- Andrea Cefaly
- Tommaso Celesia di Vegliasco
- Giuseppe Cencelli
- Giuseppe Ceraolo Garofalo
- Aurelio Ceruti
- Marcello Cherubini
- Prospero Chiari
- Desiderato Chiaves
- Bruno Chimirri
- Luigi Chinaglia
- Giuseppe Ciliberti
- Gino Cittadella Vigodarzere
- Pietro Cocconi
- Gaspare Cocozza di Montanara
- Giovanni Codronchi Argeli
- Luigi Colesanti
- Giacomo Collotta
- Camillo Colombini
- Gabriele Colonna Romano di Cesarò
- Jacopo Comin
- Domenico Concini
- Davide Consiglio
- Michele Coppino
- Eugenio Corbetta
- Vincenzo Cordova Savini
- Cesare Correnti
- Tommaso Corsini
- Clemente Corte
- Giovanni Corvetto
- Francesco Crispi
- Francesco Cucchi
- Francesco Cugia di Sant'Orsola
- Costantino Cutillo

## D
- Sansone d'Ancona
- Alessandro d'Aste Ricci
- Giuseppe dall'Acqua
- Guido Dalla Rosa
- Abele Damiani
- Carlo Cesare Giuseppe De Amezaga
- Giustino De Caro
- Luigi de Crecchio
- Antonio De Dominicis
- Oronzio De Donno
- Francesco De Luca
- Giuseppe De Luca (politico)
- Giovanni Antonio De Manzoni
- Giacomo De Martino
- Guglielmo De Pazzi
- Francesco De Renzis
- Giuseppe De Riseis
- Simone Antonio de Saint Bon (Pacoret)
- Francesco De Sanctis
- Rocco de Zerbi
- Carlo Degli Alessandri
- Achille Del Giudice
- Giacomo Del Giudice
- Floriano Del Zio
- Giuseppe Clemente Deleuse
- Giovanni Della Rocca
- Gian Luca Della Somaglia Cavazzi
- Pietro Ugo delle Favare
- Agostino Depretis
- Gaetano Di Belmonte (Monroy Ventimiglia)
- Scipione Di Blasio
- Guido Orazio Di Carpegna Falconieri
- Gaetano Di Cassibile
- Gaetano di Castagneta Caracciolo
- Cesare Di Gaeta
- Cesare Di Masino (Valperga)
- Antonino Di Pisa
- Antonio Di Rudinì (Starrabba)
- Ernesto Di Sambuy (Balbo Bertone)
- Gennaro di San Donato (Sambiase San Severino)
- Gaetano Di Santa Elisabetta (Gravina)
- Giacomo Dina
- Pietro Donati
- Giovanni Dossena

## E
- Mariano Englen
- Paolo Ercole

## F
- Giuseppe Fabbricotti
- Nicola Fabrizj
- Zeffirino Faina
- Enrico Fano
- Luigi Emanuele Farina
- Mattia Farina
- Nicola Farina
- Domenico Farini
- Casimiro Favale
- Vincenzo Favara
- Achille Fazzari
- Francesco Ferrara
- Carlo Ferrari
- Giuseppe Ferrari
- Camillo Ferrati
- Luigi Fincati
- Antonio Finocchi
- Giuseppe Finzi
- Francesco Fiorentino
- Filippo Florena
- Giuseppe Fornaciari
- Pietro Antonio Fossa
- Enrico Fossombroni
- Giuseppe Franzi
- Angelo Frascara
- Giuseppe Fratellini
- Filiberto Frescot
- Saverio Friscia
- Lazzaro Frizzi
- Salvatore Fusco

## G
- Valentino Galvani
- Carlo Gambarini
- Antonio Gandolfi
- Giovanni Battista Gaola Antinori
- Giovanni Garelli
- Giuseppe Garibaldi
- Giovanni Gattelli
- Francesco Genala
- Domenico Genoese Zerbi
- Giovanni Gentinetta
- Germano Germanetti
- Luigi Gerra
- Andrea Ghinosi
- Angelo Giacomelli
- Giuseppe Giacomelli
- Angiolo Giambastiani
- Raffaele Gigante
- Giovanni Battista Gigliucci
- Francesco Giordano
- Vittorio Giudici
- Cesare Golia
- Carlo Gorio
- Luigi Gravina
- Luigi Greco Cassia
- Giovanni Andrea Gregorini
- Eduardo Grella
- Angelo Grossi
- Luigi Guala
- Giovanni Guarini
- Antonio Guerra
- Anselmo Guerrieri Gonzaga
- Giuseppe Guerrini
- Prospero Guevara Suardo
- Alessandro Guiccioli

## I
- Giuseppe Imperatrice
- Ludovico Carlo Incontri
- Luigi Indelli
- Calcedonio Inghilleri

## L
- Alfonso La Marmora (Ferrero)
- Luigi La Porta
- Paolo La Spada
- Pietro Lacava
- Manfredi Lanza di Trabia
- Giovanni Lanza
- Giuseppe Lanzara
- Leonardo Larussa
- Giuseppe Lazzaro
- Carlo Leardi
- Alessandro Legnazzi
- Lorenzo Leony
- Paolo Lioy
- Francesco Lo Monaco
- Emanuele Lolli
- Camillo Longo
- Giacomo Colombo Lovatelli
- Francesco Lovito
- Giuseppe Luciani
- Luigi Luzzatti

## M
- Mauro Macchi
- Luigi Raffaele Macry
- Niccolò Maffei
- Berardo Maggi
- Isidoro Maggi
- Salvatore Magnoni
- Raffaele Majerà
- Achille Majocchi
- Salvatore Majorana Calatabiano
- Giovanni Battista Malatesta
- Galeazzo Giacomo Maria Maldini
- Vincenzo Malenchini
- Pasquale Stanislao Mancini
- Pietro Manfrin Di Castione
- Antonio Mangilli
- Giuseppe Mannetti
- Paolo Mantegazza
- Giuseppe Mantellini
- Costantino Mantovani
- Annibale Marazio di Santa Maria Bagnolo
- Lodovico Marazzani Visconti Terzi
- Raffaele Marchetti
- Carlo Marengo
- Adriano Mari
- Filippo Marignoli di Monte Corona
- Filippo Mariotti
- Francesco Marolda Petilli
- Nicola Marselli
- Ippolito Martelli Bolognini
- Agostino Martinelli
- Ferdinando Martini
- Giuseppe Martinotti
- Francesco Martire
- Francesco Marzi
- Luigi Mascilli
- Paolo Massa
- Giuseppe Massari
- Alceo Massarucci
- Carlo Massei
- Giacomo Mattei
- Ruggiero Maurigi di Castel Maurigi
- Isacco Maurogonato Pesaro
- Adriano Mazza
- Agatocle Mazzagalli
- Bonaventura Mazzarella
- Giuseppe Mazzoni
- Luigi Melegari
- Francesco Saverio Melissari
- Filippo Mellana
- Giacomo Merizzi
- Giuseppe Merzario
- Angelo Messedaglia
- Carlo Meyer
- Nicola Miani
- Luigi Alfonso Miceli
- Giovanni Battista Michelini
- Luigi Minervini
- Marco Minghetti
- Raffaele Minich
- Tommaso Minucci
- Stanislao Mocenni
- Giorgio Ambrogio Molfino
- Luigi Mongini
- Beniamino Montemerlo
- Coriolano Monti
- Cirillo Emiliano Monzani
- Giovanni Battista Morana
- Antonio Mordini
- Donato Morelli
- Salvatore Morelli
- Michele Morini
- Robustiano Morosoli
- Emilio Morpurgo
- Roberto Morra di Lavriano e della Montà
- Mauro Morrone
- Antonio Mosca
- Girolamo Moscardini
- Francesco Ignazio Murgia
- Benedetto Musolino
- Giuseppe Mussi

## N
- Giuseppe Nanni
- Lazzaro Negrotto Cambiaso
- Lorenzo Nelli
- Luigi Nervo
- Filippo Nicastro Ventura
- Giovanni Nicotera
- Nicola Nisco
- Niccolò Nobili
- Giovanni Battista Nori
- Alessandro Nunziante

## O
- Baldassarre Odescalchi
- Aristide Oggero
- Antonio Oliva
- Fulgenzio Orilia
- Giuseppe Orlandi
- Giovanni Battista Oytana

## P
- Vincenzo Pace
- Ferdinando Paini
- Ferdinando Palasciano
- Giorgio Uberto Pallavicino Clavello
- Carlo Italo Panattoni
- Antonio Panzera
- Nicolò Papadopoli Aldobrandini
- Gaetano Parisi Parisi
- Salvatore Parpaglia
- Eleonoro Pasini
- Raffaele Pasi
- Francesco Pasqualigo
- Francesco Paternostro
- Paolo Paternostro
- Giuseppe Patroni Griffi
- Giuseppe Pavoncelli
- Gabriele Luigi Pecile
- Pasquale Pelagalli
- Francesco Peluso
- Marcello Pepe
- Costantino Perazzi
- Pietro Pericoli
- Arturo Perrone Di San Martino
- Francesco Perroni Paladini
- Ubaldino Peruzzi
- Ferdinando Petruccelli della Gattina
- Luigi Pianciani
- Vincenzo Picardi
- Ercole Piccinelli
- Francesco Piccoli
- Francesco Picone
- Augusto Pierantoni
- Antonio Pignatelli (Aragona Pignatelli Cortes)
- Salvatore Maria Pirisi Siotto
- Giuseppe Piroli
- Giuseppe Pisanelli
- Luigi Pissavini
- Vitantonio Pizzolante
- Achille Plebano
- Agostino Plutino
- Fabrizio Plutino
- Andrea Podestà
- Giuseppe Polsinelli
- Nicola Polvere
- Antonio Pontoni
- Gaudenzio Poschini Finetti
- Michele Maria Gavino Praus
- Giovanni Puccini
- Piero Puccioni
- Vincenzo Pugliese Giannone

## Q
- Niccolò Quartieri

## R
- Matteo Raeli
- Edilio Raggio
- Luigi Ranco
- Antonio Ranieri
- Achille Rasponi
- Cesare Rasponi
- Giovacchino Rasponi
- Giuseppe Rega
- Francesco Restelli
- Giacomo Antonio Rey
- Antonio Riberi
- Bettino Ricasoli
- Cesare Ricotti Magnani
- Augusto Righi
- Felice Rignon
- Giuseppe Robecchi
- Edmondo Roberti di San Tommaso
- Vincenzo Roberti
- Vincenzo Rogadeo
- Gian Domenico Romano
- Amos Ronchey
- Agostino Rosselli
- Giovanni Battista Rossi
- Giovanni Battista Ruggeri della Torre
- Augusto Ruspoli
- Emanuele Ruspoli

## S
- Gualtiero Sacchetti
- Aurelio Saffi
- Francesco Salaris
- Giuseppe Salemi Oddo
- Pietro Salis
- Marcello Salomone
- Cesare Saluzzo di Monterosso
- Giuseppe Salvadego
- Mauro Samarelli
- Lorenzo Scillitani
- Francesco Sebastiani
- Andrea Secco
- Giovanni Secondi
- Federico Seismit Doda
- Quintino Sella
- Bernardino Serafini
- Ottavio Serena
- Giovanni Serpi
- Alfredo Serristori
- Giacomo Servadio
- Carlo Servolini
- Francesco Sforza Cesarini
- Sigismondo Sigismondi
- Paolo Silvani
- Giovanni Battista Simoni
- Gennaro Sipio
- Nicola Sole
- Luigi Solidati Tiburzi
- Michelangelo Soria
- Luigi Sormani Moretti
- Tommaso Sorrentino
- Venceslao Spalletti
- Federico Spantigati
- Bertrando Spaventa
- Silvio Spaventa
- Martino Speciale Costarelli
- Giuseppe Speroni
- Vincenzo Spinelli di Scalea
- Francesco (Saverio) Sprovieri
- Vincenzo Sprovieri
- Vincenzo Stocco
- Pietro Strada
- Alessio Suardo
- Francesco Sulis

## T
- Gaetano Tacconi
- Diego Tajani
- Giorgio Tamajo
- Leopoldo Tarantini
- Rinaldo Taverna
- Michele Tedeschi Rizzone
- Luigi Tegas
- Carlo Tenca
- Francesco Tenerelli
- Federico Terzi
- Filippo Teti
- Ignazio Thaon di Revel
- Giuseppe Tiberio
- Guglielmo Tocci
- Antonio Tolomei
- Corrado Tommasi Crudeli
- Domenico Tonarelli
- Nicola Tondi
- Giuseppe Torina
- Luigi Tornielli Di Borgo Lavezzaro
- Federico Torre
- Pietro Torrigiani
- Francesco Tortorici
- Giuseppe Toscanelli
- Pietro Toscano
- Carlo Tranfo
- Agostino Tumminelli Conti

## U
- Pasquale Umana
- Michele Ungaro

## V
- Giovanni Battista Francesco Varè
- Alfonso Vastarini Cresi
- Benedetto Veroggio
- Antonio Viacava
- Luigi Viarana
- Leonardo Vigo Fuccio
- Angelo Villa Pernice
- Francesco Villani
- Pasquale Villari
- Tommaso Villa
- Emilio Visconti Venosta
- Alfonso Visocchi
- Francesco Saverio Vollaro
- Paolo Volpi Manni

## Z
- Matteo Zaccagnino
- Giuseppe Zanardelli
- Bartolomeo Zanella
- Cesare Zanolini
- Lorenzo Zarone
- Camillo Zizzi
- Francesco Zuccaro Floresta